# Caroline List
Caroline List (Gainesville, Florida, 1 de julio de 1964) es una abogada, jueza y presidenta del Tribunal Regional en Materia Penal de Graz austríaca. Fue presidenta del Consejo Universitario de la Universidad Karl-Franzens hasta 2023. 

## Biografía
Nació en Gainesville en 1964. Estudió derecho en la Universidad de Graz de 1982 a 1987. Después de completar su práctica judicial en el Tribunal Regional Superior de Graz, fue nombrada jueza del Tribunal Penal Regional de Graz en 1993.  En 2003 se convirtió en juez del Tribunal Regional Superior de Graz. Desde junio de 2017 es presidenta del Tribunal Penal Regional de Graz.
Además de su trabajo como jueza, participa en trabajos voluntarios en el ámbito de la protección de las víctimas: fundó en 2000 la asociación “Foro interdisciplinario contra el abuso sexual”, fue vicepresidenta de la asociación “Ayuda a padres e hijos - Centro de Protección Infantil de Graz” de 2003 a 2006 y desde 2010 es miembro de la "Comisión Independiente de Protección de Víctimas" para menores víctimas de violencia y abuso sexual por parte de miembros de la Iglesia Católica. También es miembro de la Comisión Independiente de Protección Infantil (ICC), fundada en 2021. Presidió el Consejo Universitario de la Universidad de Graz hasta 2023.

## Obra (selección)
- Reformüberlegungen zum Rechtsmittelverfahren aus der Sicht einer Richterin des Oberlandesgerichts. In: Die Reform des Haupt- und Rechtsmittelverfahrens, Bundesministerium für Justiz, Wien; Graz 2011
- Ziele, Arbeit und Wirkung der Kommission. In: Missbrauch und Gewalt, Waltraud Klasnic, Graz 2013.
- Der Schutz der Freiheit und sexuellen Selbstbestimmung durch das StGB. In: StGB 2015 und Maßnahmenvollzug, Bundesministerium für Justiz, Wien; Graz 2015

## Vida personal
Estaba casada con el abogado Christian Pilnacek, (*1962-†2023). Es hija del anestesiólogo Werner F. List (*1933-†2022).